# Cha Katō
Cha Katō 加藤 茶 (Cha Katō?) (Setagaya, 1º marzo 1943) è un comico, attore e cantante giapponese.
È membro del gruppo comico The Drifters. Il suo vero nome è Hideyuki Katō.

## Biografia
Nato nel 1943, Prefettura di Tokyo (oggi Setagaya). Nell'estate del 1948, quando aveva cinque anni, visse per un mese nella città di Niihama, nella prefettura di Ehime, la casa di famiglia di sua madre, Sumako (1916-1980). Quando aveva dodici anni, suo padre, chitarrista, Heihachiro (1915-1955), si ammalò di cancro, così lui, sua madre e sua sorella si trasferirono nella città natale del padre, la città di Fukushima, dove crebbe.
Quando andò a Tokyo per vedere sua zia il giorno di Capodanno del 1960, decise di abbandonare la scuola superiore durante il suo soggiorno e divenne un ragazzo della band degli Stardusters con l'obiettivo di diventare un trombonista. Tuttavia, quando si rese conto che i tromboni erano costosi e non facilmente reperibili, raschiava e suonava le bacchette che il batterista gli aveva chiesto di buttare via, e chiese al batterista Chico Kikuchi di insegnargli a suonare la batteria per otto ore al giorno per una settimana. Sei mesi dopo, si unì alla band del fratello di Kikuchi a Yokohama come batterista. Successivamente lasciò gli Stardusters, il motivo perché un giorno quando ha chiesto al manager 100 yen per la sua paga, il manager gli ha lanciato 100 yen e Kato, che era arrabbiato per questo atteggiamento, ha litigato con egli ed è stato licenziato. Successivamente, nel 1961, si unì ai Crazy West come batterista e incontrò Koki Nakamoto (in seguito Kōji Nakamoto). 
Nel 1962, contemporaneamente a Choichi Ikariya (in seguito Chosuke Ikariya), si unì ai membri di "Teruo Sakurai e The Drifters"

## Vita privata
Kato si è sposato due volte: il primo matrimonio nel 1986 con Suzuko Katō di 18 anni in meno di lui e il loro ricevimento di nozze fu trasmesso in diretta televisiva. La coppia divorziò nel 2003, Si risposò con Ayana Katō nel 2011 di 45 anni più giovane di lui.

## Filmografia

### Varietà
- Hachiji Dayo, Zen'inshugo! (1969–1985)
- Dorifu Daibakusho (1977–2003)
- Kato-chan Ken-chan Gokigen TV (1986–1992)